# Nicolas Garin
Nicolas Garin (* 1984 in Garmisch-Partenkirchen, Deutschland) ist ein deutscher Schauspieler.

## Leben
Nicolas Garin wurde 1984 als Sohn einer französisch-spanischen Mutter und eines finnisch-russischen Vaters in Garmisch-Partenkirchen geboren. Aufgrund zahlreicher Umzüge zwischen den USA und Frankreich lernte er erst im Alter von 5 Jahren die deutsche Sprache. Mit 14 Jahren trat Nicolas Garin ins Internat des Benediktinergymnasiums Ettal ein, wo er 2003 sein Abitur machte.
Die Suche nach seiner Berufung führte ihn durch verschiedene Studiengänge, darunter Altgriechisch, Industriedesign und Rechtswissenschaften, bevor 2011 er an der Westfälischen Schauspielschule Bochum aufgenommen wurde. Dort schloss er seine Ausbildung im Jahr 2014 ab. Nach Abschluss seines Studiums hatte Garin Engagements an renommierten Theatern, darunter das Schauspielhaus Bochum, das Düsseldorfer Schauspielhaus und das DNT Weimar. In der Spielzeit 2018/19 war Garin am Vorarlberger Landestheater zu Gast.
Seit 2018 wandte er sich verstärkt dem Film zu.
Nicolas Garin hat einen jüngeren Bruder und lebt mit seiner Frau und seinen zwei Kindern in Berlin. Er spricht fließend vier Sprachen: Französisch, Deutsch, Russisch und Englisch.

## Film (Auswahl)
- 2023: Es brennt[3]
- 2023: Aufgestaut
- 2023: Die Spaltung der Welt
- 2022: Doppelgänger (Pl)
- 2021: Ein Sommer in der Bretagne
- 2021: Tatort – Und immer gewinnt die Nacht
- 2020: Schwester Schwester[4]
- 2020: Das Quartett – Die Tote vom Balkon
- 2013: Tatort – Borowski und der Engel[5]

## Theater (Auswahl)
- 2018: Welt am Draht - Vorarlberger Landestheater Bregenz
- 2017: Ein seltsames Paar – Hans-Otto-Theater Potsdam
- 2015: Der Zerbrochene Krug - DNT Weimar
- 2014: Amsterdam – Schauspielhaus Düsseldorf
- 2013: Wassa Schelesnova – Schauspielhaus Bochum

## Auszeichnungen
- 2024: Deutscher Schauspielpreis / Dramatische Nebenrolle (Nominierung)
- 2023: Publikumspreis Filmfest Ravensburg – Es brennt
- 2017: Günther-Rühle-Preis für herausragende schauspielerische Leistungen